# Русино (Калузька область)
Русино (рос. Русино) — присілок в Ферзиковському районі Калузької області Російської Федерації.
Населення становить 65 осіб. Входить до складу муніципального утворення село Сашкино.

## Історія
Від 2004 року входить до складу муніципального утворення село Сашкино

## Населення
| 2002 | 2010 | 2011 |
| ---- | ---- | ---- |
| 69   | ↘67  | ↘65  |